# Martinengo
Martinengo là một đô thị ở tỉnh Bergamo trong vùng Lombardia của nước Ý, có vị trí cách khoảng 50 km về phía đông của Milano và khoảng 15 km về phía đông nam của Bergamo. Tại thời điểm ngày 31 tháng 12 năm 2004, đô thị này có dân số 9.138 người và diện tích là 21.7 km².
Đô thị Martinengo có các frazione (đơn vị cấp dưới) Cortenuova di Sopra.
Martinengo giáp các đô thị: Cividate al Piano, Cologno al Serio, Cortenuova, Ghisalba, Morengo, Mornico al Serio, Palosco, Romano di Lombardia.